# Isla Salvatierra
Isla Salvatierra är en ö i Mexiko.   Den ligger i delstaten Baja California, i den nordvästra delen av landet, 1 900 km nordväst om huvudstaden Mexico City.